# MÁV-Baureihe 601
Die Lokomotiven der MÁV-Baureihe 601 waren Güterzug-Schlepptenderlokomotiven der Ungarischen Staatsbahn (MÁV).

## Geschichte

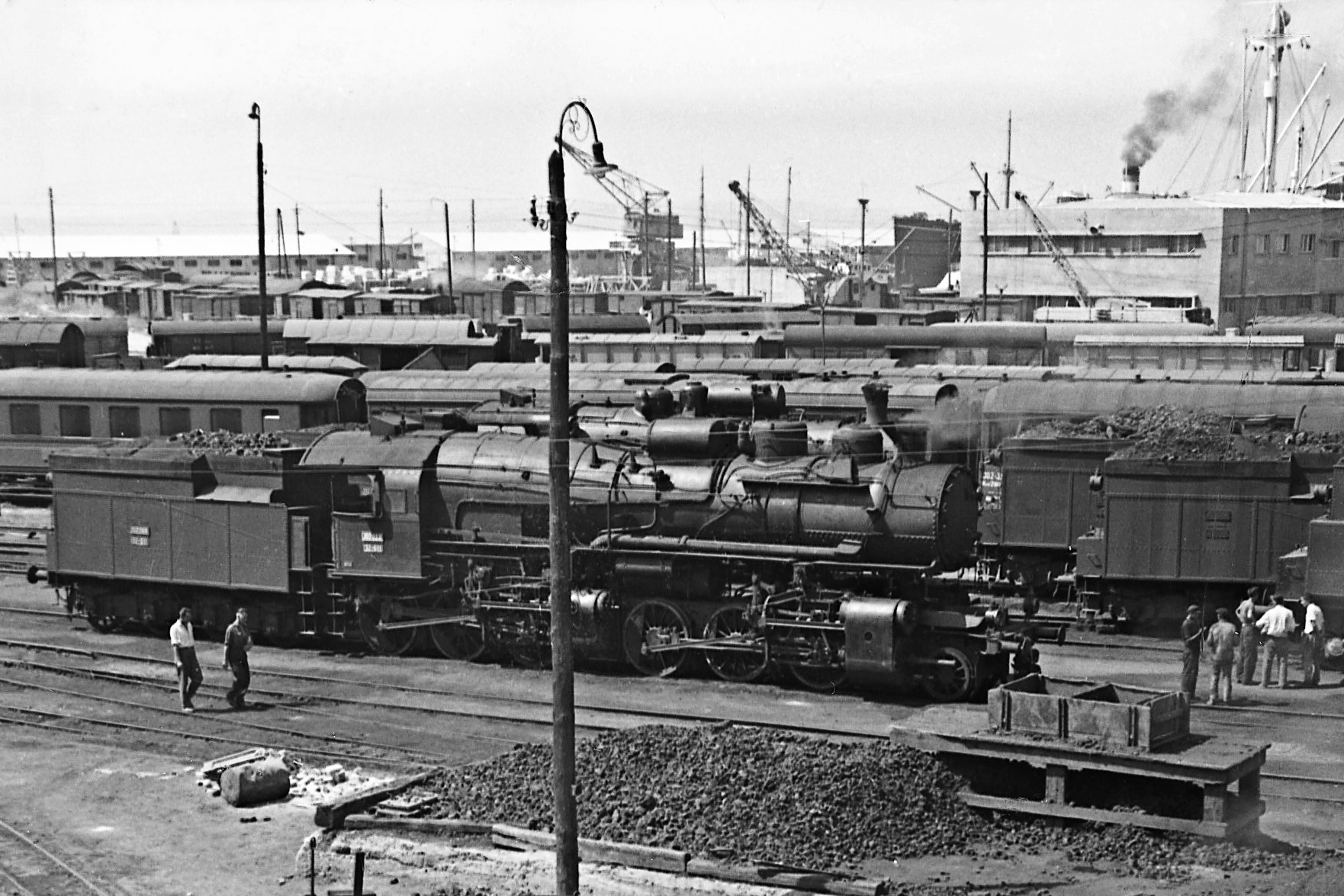
Lok der JŽ-Reihe 32 im Bahnhof von Split, Kroatien, um 1952

Ausgehend von den guten Betriebserfahrungen mit der Reihe 651 entstanden bei der MÁVAG in Budapest ab 1914 noch leistungsstärkere Lokomotiven, welche speziell für die heute in Kroatien gelegene Strecke von Karlstadt (heute: Karlovac) nach Fiume (heute: Rijeka) vorgesehen waren. Unter Ausnutzung der dort zulässigen Achslast von 16,5 t wurde eine Lokomotive entwickelt, welche die Güterzüge auch auf der Steilstrecke im kroatischen Karst allein ohne Schiebelokomotive bergwärts befördern konnte. Die Lokomotiven erreichten mit einer Dauerleistung von 2360 PS ein Leistungsniveau, welches in Deutschland erst über zehn Jahre später mit den Baureihen 01 und 44 übertroffen werden würde. Zur damaligen Zeit waren die Lokomotiven der Reihe 601 die leistungsfähigsten Dampflokomotiven in Europa.
Nach dem Ersten Weltkrieg verblieben sämtliche bis dahin ausgelieferten 57 Lokomotiven auf ihren Stammstrecken im nunmehrigen Jugoslawien, Rumänien und in der Tschechoslowakei.
Weitere drei Exemplare bestellte die Compagnie des Chemins de fer Orientaux (CFO), die im Osmanischen Reich die Bahnstrecke von Istanbul nach Svilengrad betrieb. Sie wurden 1918 unter den Nummern 601 bis 603 ausgeliefert und auf den Strecken der CFO für Nachschubzüge an die Salonikifront eingesetzt. Der Verkehrsrückgang der Nachkriegszeit und die komplizierte Technik führten zu einer frühzeitigen Ausmusterung bereits vor der 1937 erfolgten Verstaatlichung der CFO und dem Übergang ihres Rollmaterials an die TCDD.

### Die Reihe 601 in Ungarn
1920 gelangten die letzten drei Lokomotiven der Bestellung von 1917 zur Auslieferung. Diese drei Lokomotiven kamen fortan gemeinsam mit der Reihe 651 im Kohleverkehr zwischen Tatabánya und Budapest zum Einsatz. Nach 1945 erhöhte sich der Bestand wieder auf fünf Maschinen. Die Lokomotiven wurden noch bis in die 50er Jahre vor schweren Güterzügen um Budapest eingesetzt. Mit der Indienststellung der ehemals US-amerikanischen Kriegslokomotiven USATC-Klasse S 160 in den 1950er Jahren wurden die großen Maschinen endgültig entbehrlich und als Splittergattung verschrottet. Von der Reihe 601 der MÁV blieb keine Lokomotive der Nachwelt erhalten.

### Die Reihe 601 in der Tschechoslowakei
Sechs Lokomotiven der Reihe 601 verblieben 1918 in der neu gegründeten Tschechoslowakei und wurden in den Bestand der Tschechoslowakischen Staatsbahn ČSD eingereiht. Die großen Maschinen wurden auch weiterhin auf ihren Stammstrecken in der Slowakei eingesetzt. Erst 1924 erhielten sie die neue Reihenbezeichnung 636.0. Als ab 1939 Teile der südlichen Slowakei an Ungarn abgetreten werden mussten, gelangten die Lokomotiven zurück in den Bestand der MÁV. Nach 1945 kamen zwar einige wieder zur ČSD, wurden dann aber kaum mehr eingesetzt. 1947 wurden die Lokomotiven ausgemustert und verschrottet.
Die Baureihe 636.0 waren die schwersten und leistungsfähigsten Dampflokomotiven, welche die ČSD je in ihrem Bestand hatte.

## Technische Merkmale
Kriegsbedingt erhielten die Lokomotiven zur Einsparung von Kupfer einen Kessel der Bauart Brotan, welcher dementsprechend im Feuerbüchsbereich als Rohrkessel ausgeführt war. Zur Dampfüberhitzung diente ein Überhitzer der Bauart Schmidt. Die vordere Laufachse war als Adamsachse ausgeführt und erhielt ein Seitenspiel von 42 mm. Die jeweils vorlaufenden Kuppelachsen erhielten ebenfalls ein seitliches Spiel von 10 bzw. 12 mm, so dass nur die beiden hinteren im Hauptrahmen geführten Treibachsen den festen Achsstand von 1700 mm bildeten.